# Andrei Platonov
Andrei Platonov (în rusă Андре́й Плато́нов, n. 16/28 august 1899, Voronej, Imperiul Rus – d. 5 ianuarie 1951, Moscova, RSFS Rusă, URSS, nume real Andrei Platonovici Klimentov) a fost un scriitor rus/sovietic, dramaturg, poet și eseist. Scrierile sale combină elemente ale comunismului, creștinismului și existențialismului. A fost influențat de cosmism si de operele lui Nicolai Fiodorovici Fiodorov.

## Lucrări

### Romane
- Чевенгур - Cevengur[11]
- Счастливая Москва - Moscova cea fericită, Editura Polirom, 2003
- Македонский офицер - Ofițerul macedonean
- Котлован
- Епифанские шлюзы
- Река Потудань
- Город Градов - Râul Potudan
- Сокровенный человек
- Эфирный тракт
- Происхождение мастера
- Ювенильное море- Marea subterană. Marea tinereții, Editura Moldova, 1997
- Мусорный ветер
- Джан

### Povestiri
- Чульдик и Епишка
- Маркун
- Антисексус
- Ямская слобода
- Государственный житель
- Усомнившийся Макар
- Такыр
- Третий сын - Al treilea fiu
- Бессмертие  - Nemurire
- В прекрасном и яростном мире
- Фро
- Июльская гроза
- Родина электричества
- Никита
- Семья Иванова (Возвращение)
- Под небесами родины (colecție de povestiri)
- Одухотворенные люди (colecție de povestiri)
- Рассказы о Родине (colecție de povestiri)
- Броня (colecție de povestiri)
- В сторону заката солнца (colecție de povestiri)
- Песчаная учительница

### Piese de teatru
- Дураки на периферии - Proștii de la periferie
- Высокое напряжение - Înaltă tensiune
- 14 красных избушек - 14 cabane roșii
- Ученик Лицея - Studentul de la liceu